# ロベルタ・メツォラ
ロベルタ・メツォラ・テデスコ・トゥリッカス（Roberta Metsola Tedesco Triccas、1979年1月18日 - ）は、マルタの政治家。2022年1月から欧州議会議長を務める。

## 経歴
マルタ北部のシウィーイ出身。2003年にマルタ大学を卒業し博士号を取得。その後はベルギーのブルッヘにある欧州大学院大学で、法学と政治学を専攻した。
ローレンス・ゴンズィ首相からの呼びかけを受けて、2004年の欧州議会選に立候補したが落選。同年10月からは、ブリュッセルにある欧州連合（EU）のマルタ政府代表部で勤務しはじめる。2009年欧州議会選に再び立候補したが落選。
サイモン・ブスティルがマルタの下院議員に選出され欧州議会議員を辞職したことに伴い、2013年に補欠選挙が実施され、欧州議会議員に初当選を果たした。以後は2014年欧州議会選と2019年欧州議会選で連続当選をし再選してきている。2020年11月には第一副議長に就任。

### 欧州議会議長
2022年1月11日に任期満了直前のダヴィド・サッソリ議長が病気のため亡くなり、メツォラが議長代理となった。1月18日に実施された議長選には3名が立候補し、投票総数690票のうち絶対多数を大きく上回る458票を獲得し、議長に選出された。歴代の欧州議会議長で最年少の就任となり、女性の就任は20年ぶり3人目となった。

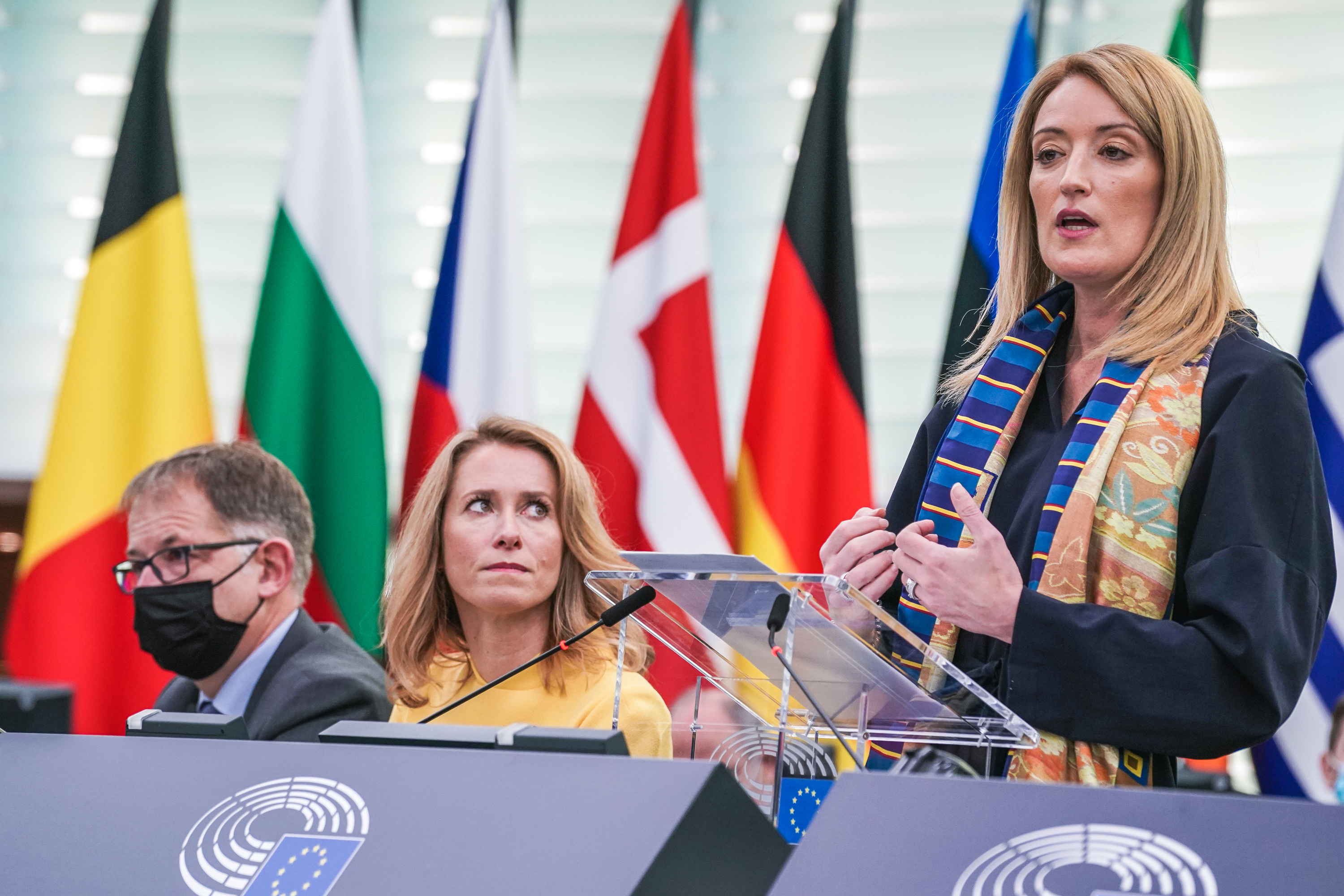
エストニアのカヤ・カッラス首相と（2022年3月9日）
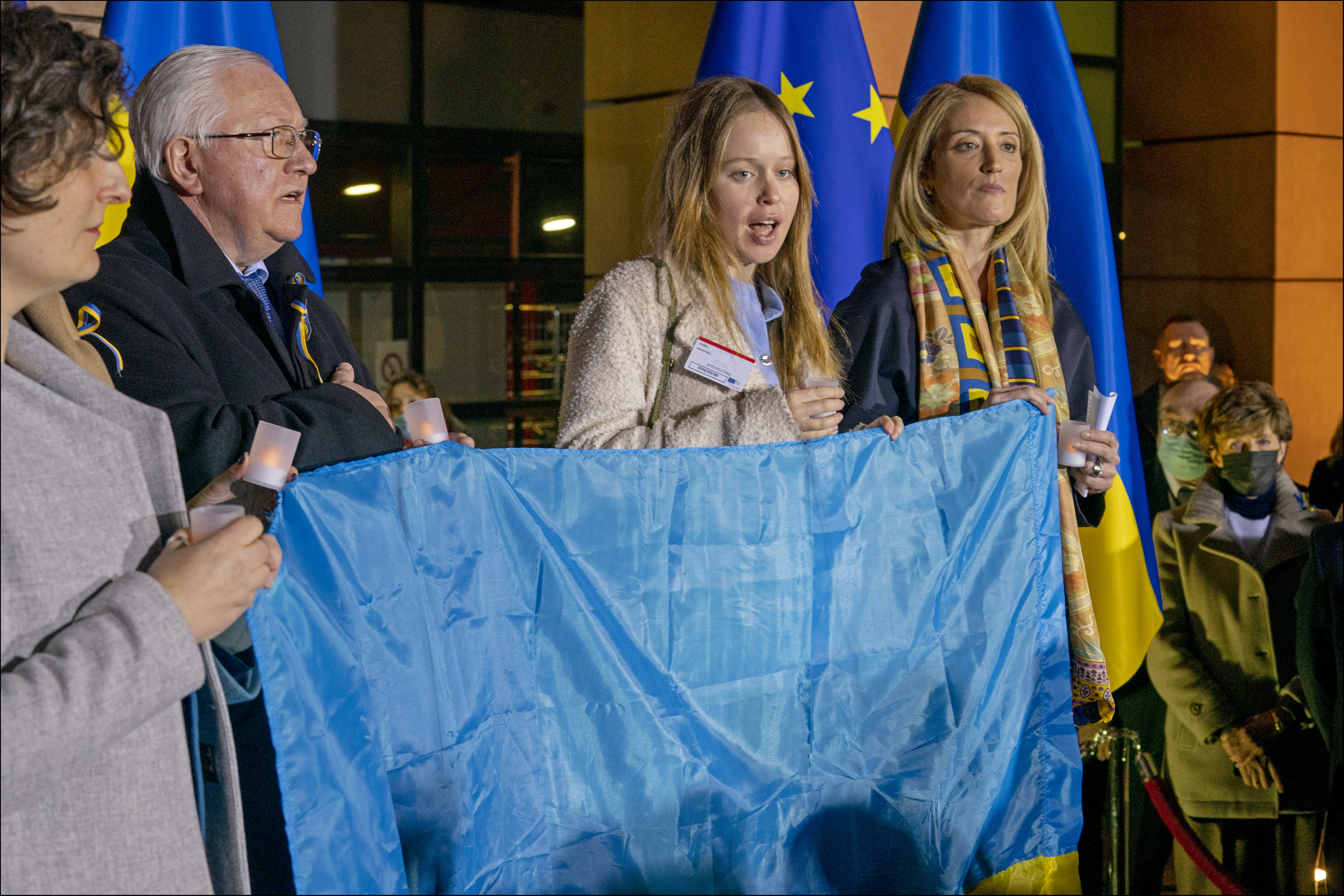
ウクライナのボリス・タラシュク元外相らと（2022年3月9日）
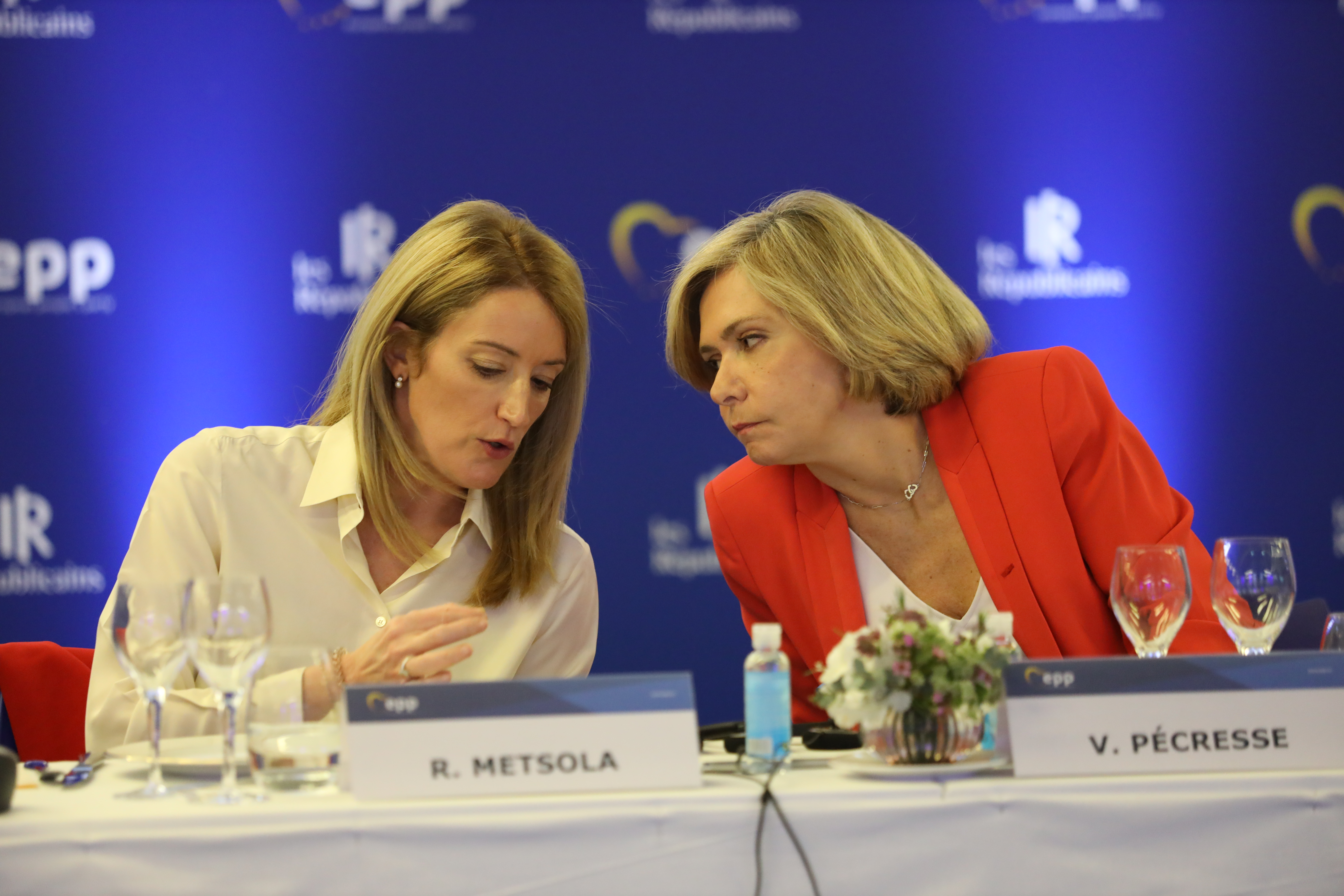
イル＝ド＝フランス地域圏知事のヴァレリー・ペクレスと（2022年3月10日）
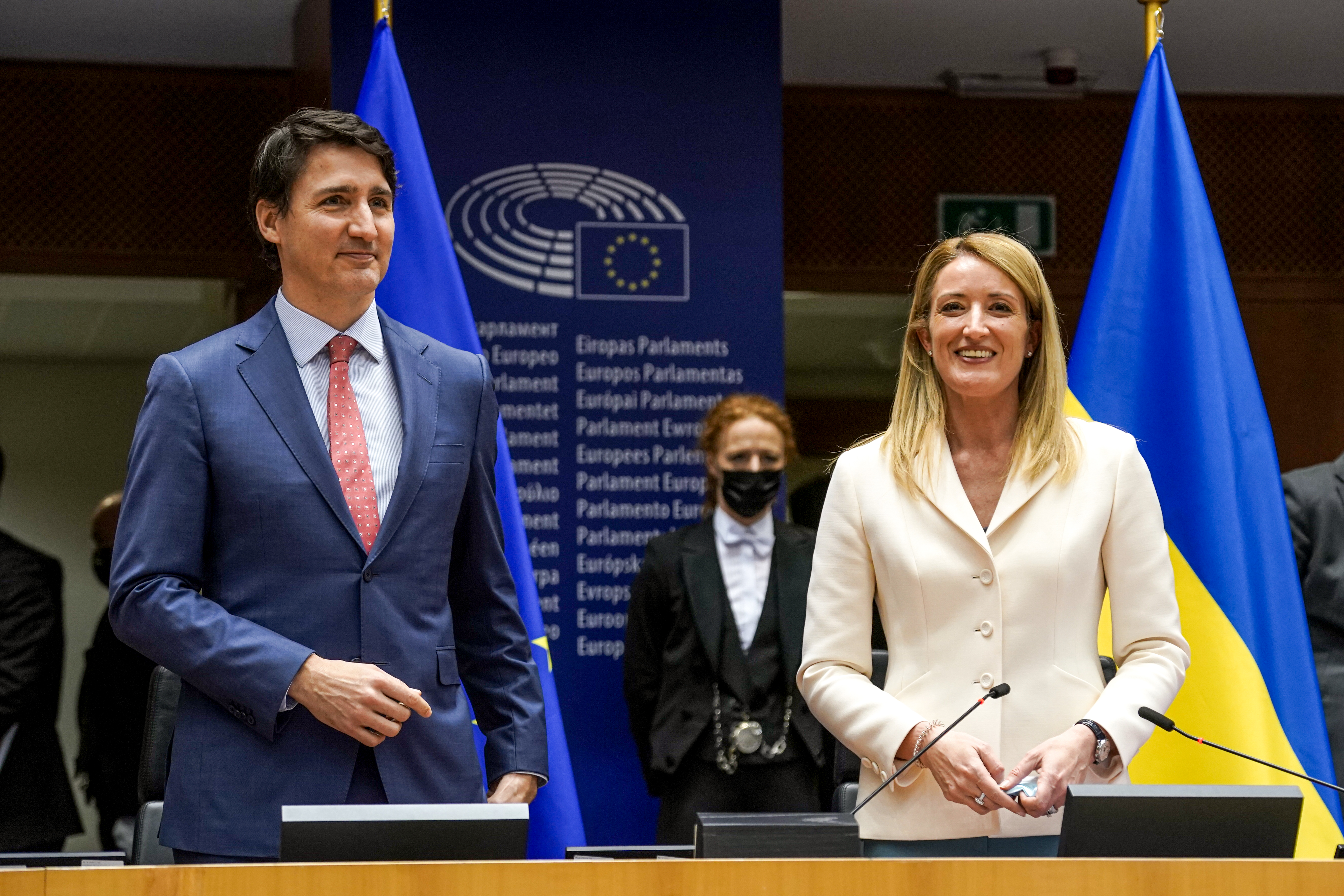
カナダのジャスティン・トルドー首相と（2022年3月23日）
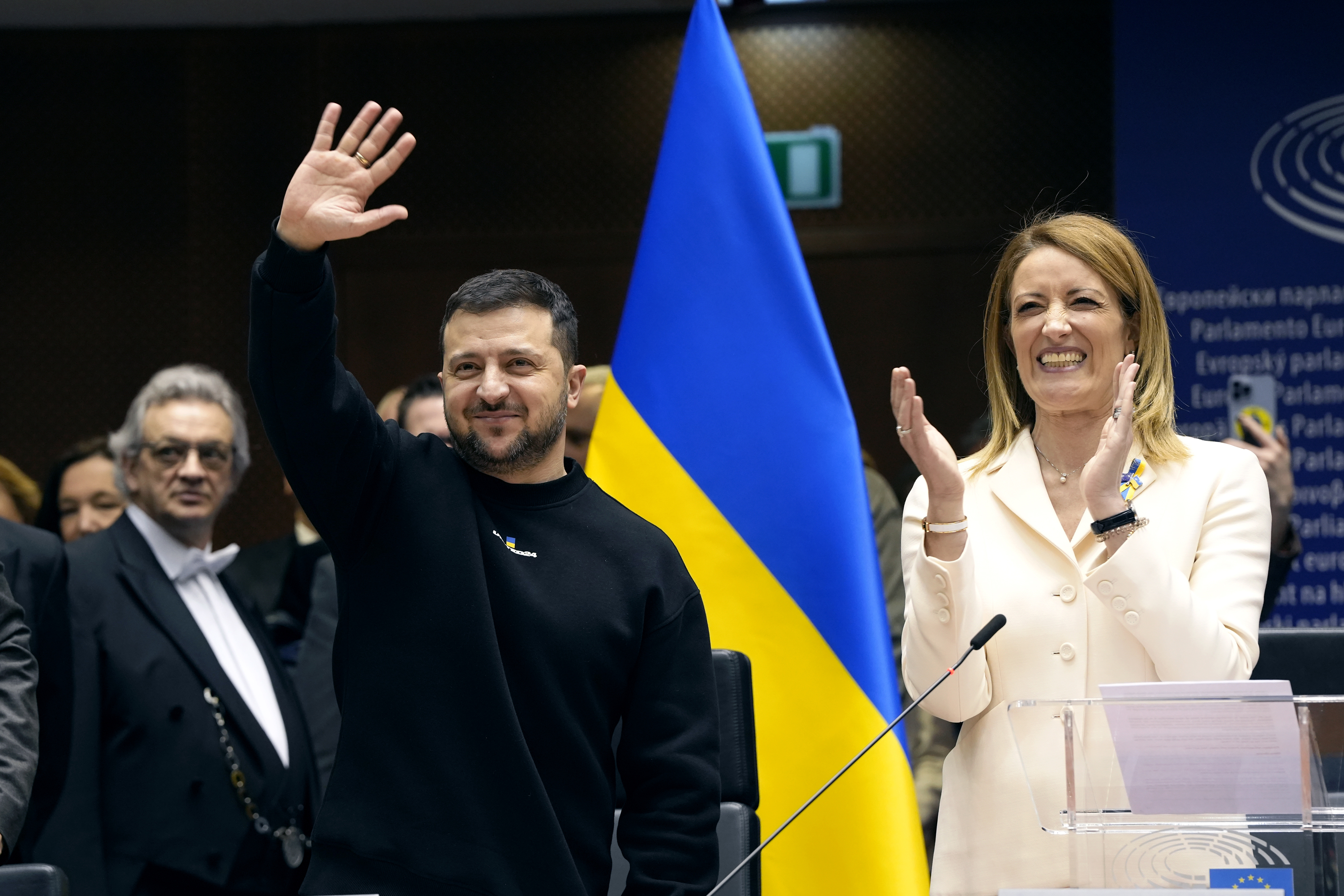
ウクライナのウォロディミル・ゼレンスキー大統領と（2023年2月9日）

## 人物
母国の公用語であるマルタ語と英語のほか、イタリア語、フランス語に堪能である。